# Győrtelek alsó megállóhely
Győrtelek alsó megállóhely egy Szabolcs-Szatmár-Bereg vármegyei vasúti megállóhely Győrtelek településen, a helyi önkormányzat üzemeltetésében. A település délkeleti szélén helyezkedik el, közúti elérését a 4922-es útból kiágazó 49 335-ös számú mellékút teszi lehetővé.

## Vasútvonalak
A megállóhelyet az alábbi vasútvonalak érintik:
- Kocsord–Csenger-vasútvonal

## Kapcsolódó állomások
A megállóhelyhez az alábbi állomások vannak a legközelebb:
- Győrtelek megállóhely (Kocsord–Csenger-vasútvonal)
- Ököritófülpös megállóhely (Kocsord–Csenger-vasútvonal)

## Forgalom
| Járat        | Útvonal | Gyakoriság |
| ------------ | --- | ---------- |
| személyvonat | Csenger – Porcsalma-Tyukod – Ököritófülpös – Győrtelek alsó – Győrtelek – Kocsord alsó – Kocsord – Mátészalka | Napi 2 pár |